# Ciclón Seroja
El ciclón tropical severo Seroja o ciclón Seroja fue un ciclón tropical mortal que provocó inundaciones y deslizamientos de tierra históricos en partes del sur de Indonesia y Timor Oriental y más tarde pasó a afectar la región del Medio Oeste de Australia Occidental, convirtiéndose en uno de los primeros en hacerlo desde el ciclón Elaine en 1999. El vigésimo segundo ciclón tropical bajo, séptimo ciclón tropical y tercer ciclón tropical severo de la temporada de ciclones en la región australiana de 2020–21, el precursor de Seroja se formó frente a la costa sur de la isla de Timor como Baja Tropical 22U a las 18:00 UTC del 3 de abril de 2021. La baja tropical se movió muy lentamente cerca de la isla, mientras que las tormentas eléctricas del sistema aumentaron en organización. La baja se intensificó en el ciclón tropical Seroja el 4 de abril, mientras pasaba al norte de la isla Rote, mientras continuaba su lenta tendencia al fortalecimiento.
Debido a la presencia del ciclón tropical Odette en las cercanías de Seroja, se anticipó la interacción a medida que la tormenta se alejaba de Indonesia y Timor Oriental. Su intensidad fluctuaba a medida que se movía hacia el suroeste, y su fortalecimiento se veía muy obstaculizado debido a la interacción con Odette. Esto hizo que el sistema se debilitara a medida que Seroja se acercaba a él, debido a un fenómeno conocido como efecto Fujiwhara. Finalmente, Seroja comenzó a fortalecer y debilitar a Odette, y Seroja absorbió a Odette en su circulación el 10 de abril. Debido a Odette, Seroja se dirigió al sureste hacia Australia, antes de fortalecerse aún más. Alrededor de las 8 p. m. hora local el 11 de abril, Seroja tocó tierra en la costa occidental de Australia Occidental como un ciclón tropical severo de categoría 3, ligeramente al sur de la ciudad costera de Kalbarri, trayendo fuertes lluvias y ráfagas de viento con fuerza de huracán (aproximadamente 170 km/h, o 110 mph). Más tarde ese día, Seroja comenzó a acelerar hacia el sureste mientras se debilitaba. El 12 de abril, Seroja emergió de la costa sur de Australia Occidental mientras comenzaba a experimentar una transición extratropical, antes de ser absorbida por otro ciclón extratropical más grande en el sur. El nombre Seroja significa loto en indonesio.
En mayo de 2021, se estima que al menos 272 personas murieron por la tormenta, con 183 personas en Indonesia, 42 en Timor Oriental y 47 en Australia. Al menos 72 personas de Indonesia y 30 de Timor Oriental siguen desaparecidas. El ciclón dañó o destruyó más de 20.000 casas y cinco puentes en la provincia de Nusa Tenggara del este de Indonesia, mientras que más de 12.000 personas fueron evacuadas a refugios del gobierno. Alrededor de 9.000 personas se vieron desplazadas en Timor Oriental, mientras que al menos 10.000 hogares quedaron sumergidos. Los informes de daños de Kalbarri, Australia Occidental, comenzaron a llegar poco después de que la tormenta tocara tierra. Se estima que la tormenta causó más de $490,7 millones (2021 USD) en daños, la mayoría en Indonesia. El daño causado por el ciclón Seroja en Indonesia se describió como catastrófico.
Los esfuerzos para aliviar los efectos devastadores del ciclón se produjeron poco tiempo después de que Seroja abandonara Indonesia. Incluyeron casi un millón de dólares en donaciones, métodos para ayudar a combatir al COVID-19, evacuaciones, gobiernos locales que envían ayuda a sus respectivas áreas y más. Timor Oriental también recibió asistencia externa de otras organizaciones y naciones. La respuesta del gobierno de Indonesia fue criticada debido a la lentitud de la respuesta, lo que provocó el despido de algunos funcionarios de alto rango.

## Historia meteorológica

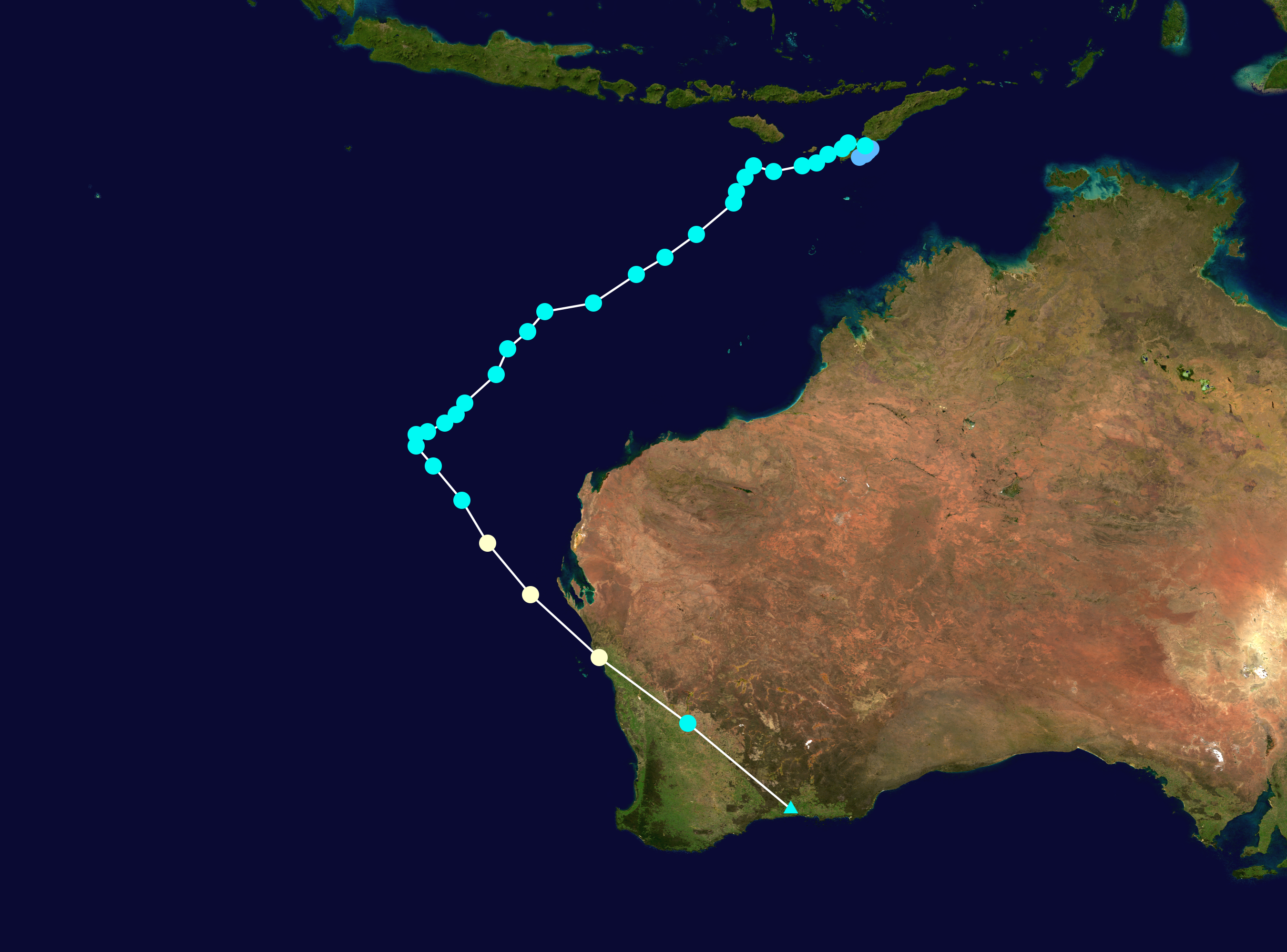
Mapa que traza la trayectoria y la intensidad de la tormenta, de acuerdo con la escala de huracanes de Saffir-Simpson